# Кутенай (Айдахо)
Кутенай (англ. Kootenai) — місто в окрузі Боннер, штат Айдахо, США. Згідно з переписом 2010 року населення становило 678 осіб, що на 237 осіб більше, ніж 2000 року.

## Географія
Кутенай розташований за координатами 48°18′43″ пн. ш. 116°31′2″ зх. д. / 48.31194° пн. ш. 116.51722° зх. д. (48.311939, -116.517092).  За даними Бюро перепису населення США в 2010 році місто мало площу 1,42 км², уся площа — суходіл.

## Демографія

### Перепис 2010 року
Згідно з переписом 2010 року, у місті проживало 678 осіб у 249 домогосподарствах у складі 175 родин. Густота населення становила 475,9 особи/км². Було 284 помешкання, середня густота яких становила 199,4/км². Расовий склад міста: 95,9 % білих, 0,3 % індіанців, 0,4 % азіатів, and 3,4 % людей, які зараховують себе до двох або більше рас. Іспанці та латиноамериканці незалежно від раси становили 4,3 % населення.
Із 249 домогосподарств 41,4 % мали дітей віком до 18 років, які жили з батьками; 54,2 % були подружжями, які жили разом; 12,0 % мали господиню без чоловіка; 4,0 % мали господаря без дружини і 29,7 % не були родинами. 22,9 % домогосподарств складалися з однієї особи, у тому числі 6,4 % віком 65 і більше років. У середньому на домогосподарство припадало 2,59 мешканця, а середній розмір родини становив 3,06 особи.
Середній вік жителів міста становив 33,7 року. Із них 27,3 % були віком до 18 років; 7,5 % — від 18 до 24; 29,6 % від 25 до 44; 23 % від 45 до 64 і 12,7 % — 65 років або старші. Статевий склад населення: 50,0 % — чоловіки і 50,0 % — жінки.
Середній дохід на одне домашнє господарство  становив 54 849 доларів США (медіана — 36 339), а середній дохід на одну сім'ю — 75 504 долари (медіана — 51 842). За межею бідності перебувало 9,9 % осіб, у тому числі 2,2 % дітей у віці до 18 років та 21,1 % осіб у віці 65 років та старших.
Цивільне працевлаштоване населення становило 398 осіб. Основні галузі зайнятості: освіта, охорона здоров'я та соціальна допомога — 23,6 %, мистецтво, розваги та відпочинок — 17,3 %, роздрібна торгівля — 14,3 %, виробництво — 11,6 %.

### Перепис 2000 року
Згідно з переписом 2000 року, у місті проживало 441 осіб у 171 домогосподарствах у складі 107 родин. Густота населення становила 378,4 особи/км². Було 187 помешкань, середня густота яких становила 160,4/км². Расовий склад міста: 97,51 % білих, 0,45 % індіанців, 1,36 % інших рас і 0,68 % людей, які зараховують себе до двох або більше рас. Іспанці та латиноамериканці незалежно від раси становили 1,59 % населення.
Із 171 домогосподарства 37,4 % мали дітей віком до 18 років, які жили з батьками; 43,9 % були подружжями, які жили разом; 10,5 % мали господиню без чоловіка, і 37,4 % не були родинами. 28,1 % домогосподарств складалися з однієї особи, у тому числі 5,8 % віком 65 і більше років. У середньому на домогосподарство припадало 2,54 мешканця, а середній розмір родини становив 3,04 особи.
Віковий склад населення: 28,6 % віком до 18 років, 6,8 % від 18 до 24, 32,0 % від 25 до 44, 21,1 % від 45 до 64 і 11,6 % років і старші. Середній вік жителів — 35 року. Статевий склад населення: 49,9 % — чоловіки і 50,1 % — жінки.
Середній дохід домогосподарств у місті становив US$29 432, родин — $38 036. Середній дохід чоловіків становив $32 083 проти $23 750 у жінок. Дохід на душу населення в місті був $13 698. Приблизно 12,0 % родин і 18,7 % населення перебували за межею бідності, включаючи 11,0 % віком до 18 років і 27,0 % від 65 і старших.